# Ростоцький Андрій Станіславович
Ростоцький Андрій Станіславович (1957—2002) — радянський і російський кіноактор, кінорежисер, сценарист, каскадер, постановник трюків, телеведучий. Заслужений артист РРФСР (1991). Лауреат премії Ленінського комсомолу (1982), премії МВС СРСР.

## Біографічні відомості
Народ. 25 січня 1957 р. в родині режисера С.Ростоцького і актриси Ніни Меньшикової.
Закінчив Всесоюзний державний інститут кінематографії (1977, майстерня С.Бондарчука, І.Скобцевої).
В кіно знімався з 1975 р. Грав в українських фільмах: «Від Бугу до Вісли» (1980, Платов), «Проліски та едельвейси» (1981, Гаєвой), «Весільний подарунок» (1982, Андрій), «Непереможний» (1983, Андрій Хромов), «Літо на пам'ять» (1987, т/ф, 2 а), «Спадкоємиця Ніки» (1988, Григорій), «В Криму не завжди літо» (1987, Карельцев).
Автор сценарію і режисер стрічки «Чоловіча компанія» (1993, Одеська кіностудія. Зіграв також тут роль).
Загинув 5 травня 2002 р. в Сочі. Похований в Москві.